# Abdon
Abdon  è un nome proprio di persona italiano maschile.

## Varianti
- Maschili: Abdone[1][3], Abdo[2]
- Femminili: Abdona[1]

### Varianti in altre lingue
- Catalano: Abdon[4], Abdó
  - Femminili: Abda[4]
- Ebraico עַבְדּוֹן (‛Abdōn)[3]
- Greco biblico: Ἀβδών (Abdon)[3]
- Francese: Abdon, Abdôn
- Inglese: Abdon
- Latino: Abdon[3]
- Polacco: Abdon
- Portoghese: Abdão
- Russo: Абдон (Abdon), Авдон (Avdón)
- Spagnolo: Abdón[4]
  - Femminili: Abda[4]
- Tedesco: Abdon
- Ungherese: Abdon

## Origine e diffusione
Deriva dall'ebraico עַבְדּוֹן (‛Abdōn), basato su abd (o ebd o ebed), che vuol dire "servo" o "servizio"; il significato può essere interpretato come "servile"- inteso positivamente, nei confronti di Dio, quindi "servo di Dio". Lo stesso elemento che forma questo nome si ritrova anche in Abdia, Abdiele, Abdieso e Abdenago.
Il nome appare brevemente nell'Antico Testamento, dov'è portato dal giudice d'Israele Abdon (Gc 12, 13-15), e da altri tre personaggi. In Italia gode di scarsa diffusione; negli anni 1970 se ne contavano circa seicento occorrenze soltante, sparse al Nord e attestato principalmente in Toscana e in Emilia-Romagna.

## Onomastico
L'onomastico si festeggia il 30 luglio in ricordo di sant'Abdon, martire a Roma con san Sennen sotto Decio o Diocleziano.

## Persone
- Abdon, giudice d'Israele
- Abdon Alinovi, politico italiano
- Abdon Pamich, marciatore italiano

Abdon Sgarbi

- Abdon Maltagliati, politico italiano
- Abdon Sgarbi, calciatore italiano

### Variante Abdón
- Abdón Porte, calciatore uruguaiano
- Abdón Prats, calciatore spagnolo
- Abdón Reyes Cardozo, calciatore boliviano